# Constitució Política dels Estats Units Mexicans

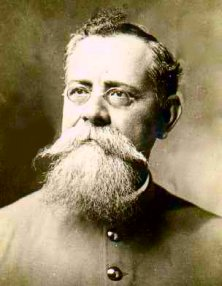
Venustiano Carranza, cap de l'Exèrcit constitucionalista

La Constitució Política dels Estats Units Mexicans és el document de govern i llei suprema de Mèxic. Va ser redactada a Santiago de Querétaro pel Congrés Constituent convocat per Venustiano Carranza i aprovada el 5 de febrer de 1917, la qual cosa marcaria la fi de la Revolució Mexicana. El Congrés Constituent va reunir delegats radicals influenciats pels ideals del liberalisme europeu del segle xix i la constitució que va sorgir va ser la primera del món a reconèixer, oficialment, els drets socials dels treballadors, dos anys abans de la Constitució de Weimar alemanya.

## Antecedents
La primera constitució mexicana es va escriure el 1814 durant la Guerra d'Independència i va ser coneguda com la Constitució d'Apatzingan. Aquesta constitució declarava la independència d'Espanya i l'establiment d'un govern republicà i democràtic per a l'"Amèrica Mexicana". Aquesta constitució, però, mai no va entrar en vigor.
La independència de Mèxic es va assolir el 1821 per mitjà de la unió de l'exèrcit reialista i republicà, i la nació es va conformar com a monarquia constitucional. El 1822 s'aprovaria l'única constitució d'aquest efímer imperi, anomenada "Reglament Provisional Polític de l'Imperi Mexicà" per la Junta Provisional Governativa. Amb la caiguda de l'imperi i la victòria dels republicans, el 1824, Mèxic es va conformar com una federació d'estats lliures i sobirans. Les constitucions dels Estats Units Mexicans han estat:
- La Constitució Federal dels Estats Units Mexicans de 1824, amb la qual neix la federació mexicana.
- La Constitució Federal dels Estats Units Mexicans de 1857, una constitució molt liberal a la qual els conservadors s'oposarien donant inici a la Guerra de Reforma.
- La Constitució Política dels Estats Units Mexicans de 1917, la constitució vigent, que va néixer a partir dels ideals de la Revolució Mexicana.

## Origen
La Revolució Mexicana va ser un moviment social i violent que va començar el 20 de novembre, 1910 per enderrocar al dictador Porfirio Díaz que, en haver empresonat Francisco I. Madero, el candidat d'oposició a les eleccions presidencials, i en haver comès un flagrant frau electoral, havia aconseguit reelegir-se per cinquena ocasió. Amb el lema, "Sufragi Efectiu, No Reelecció", i sota el pla de San Luis, que va redactar Madero, el poble es va aixecar en armes. Després de la renúncia de Díaz, es van realitzar noves eleccions i Madero va ser elegit president i els liberals van aconseguir nombrosos escons en el Congrés de la Unió. Les mesures liberals, però, afectaven els interessos dels estrangers, principalment estatunidencs que controlaven la indústria petroliera del país. El 1913 el cap de les forces armades, Victoriano Huerta es va reunir amb l'ambaixador nord-americà Henry Lane Wilson, i va executar un cop d'Estat assassinant Madero i imposant-se com a president. El 19 de febrer, 1913 el Congrés de l'estat de Coahuila de Zaragoza i el seu governador, Venustiano Carranza van desconèixer Huerta i a diverses regions del país la lluita armada va començar una vegada més. El 27 de març es va redactar el Pla de Guadalupe que exposava els ideals d'aquest nou moviment armat i designava Carranza com a cap de l'Exèrcit Constitucionalista i cap del govern executiu, que deposaria Huerta i convocaria a eleccions generals.
Carranza, com a cap del govern executiu, va promulgar dues lleis importants: la llei del municipi lliure (que atorgava autonomia plena als municipis per a la gestió de les seves activitats), reformes al Codi civil que incloïen la llei del divorci, així com les importants reformes agràries segons els ideals dels camperols i de llurs líders Emiliano Zapata i Pancho Villa entre d'altres. La constitució de 1857 ja no s'ajustava a les noves lleis i es va convocar el 1916, un congrés constituent per reformar radicalment aquesta constitució. D'aquesta convenció, però, no va sorgir una reforma, sinó una constitució nova que es promulgaria el 5 de febrer del 1917.

## Les idees liberals de la constitució de 1917
La constitució de 1917 es va basar en la Constitució Federal de 1857. Tanmateix, va incloure articles liberals importants que havien sorgit dels ideals revolucionaris. Alguns dels temes més rellevants eren:
- l'educació gratuïta, universal, obligatòria i completament laica;
- les terres i els recursos naturals del territori mexicà com a propietat de la nació (llei que permetria l'expropiació petroliera de les empreses nord-americanes i angleses el 1938);
- els drets socials dels treballadors com ara el dret de vaga, dret a organitzar-se en sindicats, dret al descans obligatori, dret a la indemnització i el repartiment dels guanys de l'empresa als empleats;
- una clara separació entre l'Església i l'Estat; l'Església perdia totes les seves propietats i els sacerdots i ministres perdien dret al vot i el dret d'ocupar un càrrec públic, llevat que renunciessin al sacerdoci (en l'actualitat els ministres ja han recuperat el dret al vot, però no pas el dret a ser votats); no hi ha cap religió oficial de l'Estat i l'Estat no sosté econòmicament l'Església ni qualsevol altra religió;
- el reconeixement dels drets dels empresonats; el propòsit de l'empresonament és la rehabilitació o readaptació social i, per tant, s'aboleix la pena de mort així com qualsevol tipus de càstig físic i psicològic;
- l'establiment del sistema de l'ejido, el repartiment gratuït de terres als camperols sota el lema "la terra pertany a qui la llaura";
- l'eliminació de la possibilitat de reelecció immediata o permanent per a tots els càrrecs públics. En 2014 es va reformar per permetre que els diputats poguessin ser reelegts i ser-ne fins a 12 anys, i alcaldes i regidors, per a un total de sis.[1]